# Together Brothers
Together Brothers è un album del cantante statunitense Barry White, pubblicato nel 1974 dalla 20th Century Records, e colonna sonora del film Together Brothers. All'interpretazione dei brani partecipa la Love Unlimited Orchestra.

## Tracce
1. Somebody's Gonna off the Man - 4:23
2. So Nice to Hear - 2:39
3. Alive and Well - 1:14
4. Find the Man Bros. - 2:17
5. You Gotta Case - 1:27
6. Killer's Lullaby - 2:23
7. Theme from Together Brothers - 2:51
8. Getaway - 2:08
9. People of Tomorrow Are the Children of Today [instrumental] - 2:43
10. Somebody's Gonna off the Man [instrumental] - 4:21
11. The Rip - 1:42
12. Stick Up - 1:59
13. Dreamin' - :43
14. Killer's Back - :28
15. Do Drop In - 2:32
16. Killer Don't Do It - 1:53
17. Here Comes the Man - 1:30
18. Dream On - 1:34
19. Honey Please, Can't Ya See - 2:22
20. Can't Seem to Find Him - 4:23
21. People of Tomorrow Are the Children of Today - 2:40